# Santiago e São Simão de Litém e Albergaria dos Doze
Santiago e São Simão de Litém e Albergaria dos Doze (oficialmente: União das Freguesias de Santiago e São Simão de Litém e Albergaria dos Doze) é uma freguesia portuguesa do município de Pombal, com 70,88 km² de área e 4715 habitantes (censo de 2021). A sua densidade populacional é 66,5 hab./km².
Tem a sua sede em Albergaria dos Doze.

## História
Foi criada aquando da reorganização administrativa de 2012/2013, resultando da agregação das antigas freguesias de Santiago de Litém, São Simão de Litém e Albergaria dos Doze.

## Demografia
A população registada nos censos foi:
| Distribuição da População por Grupos Etários | Distribuição da População por Grupos Etários | Distribuição da População por Grupos Etários | Distribuição da População por Grupos Etários | Distribuição da População por Grupos Etários | Distribuição da População por Grupos Etários |
| -------------------------------------------- | -------------------------------------------- | -------------------------------------------- | -------------------------------------------- | -------------------------------------------- | -------------------------------------------- |
| Antes da agregação                           |                                              |                                              |                                              |                                              |                                              |
| Ano                                          | 0-14 anos                                    | 15-24 anos                                   | 25-64 anos                                   | >= 65 anos                                   | Total                                        |
| 2001                                         | 769                                          | 674                                          | 2781                                         | 1676                                         | 5900                                         |
| 2011                                         | 626                                          | 505                                          | 2408                                         | 1845                                         | 5384                                         |
| Após a agregação                             |                                              |                                              |                                              |                                              |                                              |
| Ano                                          | 0-14 anos                                    | 15-24 anos                                   | 25-64 anos                                   | >= 65 anos                                   | Total                                        |
| 2021                                         | 449                                          | 391                                          | 2085                                         | 1790                                         | 4715                                         |